# (612084) 1999 CF119
1999 CF119, também escrito como 1999 CF119, é um objeto transnetuniano que está localizado no disco disperso, uma região do Sistema Solar. Este corpo celeste é classificado como um cubewano. Ele possui uma magnitude absoluta de 7,4 e, tem um diâmetro estimado com cerca de 146 km, por isso é pouco provável que possa ser classificado como um planeta anão, devido ao seu tamanho relativamente pequeno.

## Descoberta
1999 CF119 foi descoberto no dia 11 de fevereiro de 1999 pelos astrônomos J. X. Luu, C. A. Trujillo e D. C. Jewitt.

## Órbita
A órbita de 1999 CF119 tem uma excentricidade de 0.570 e possui um semieixo maior de 89.986 UA. O seu periélio leva o mesmo a uma distância de 38.703 UA em relação ao Sol e seu afélio a 141.269.